# 沈思充
沈思充（1565年—？），字孟符，號邃菴，浙江嘉興府桐鄉縣人，民籍，明朝政治人物、進士出身。

## 生平
萬曆十三年（1585年）舉乙酉科浙江鄉試二十四名，萬曆十四年（1586年）聯捷丙戌科會試二百九十四名，登進士第二甲第十一名。工部觀政，本年八月授工部主事，十七年六月丁憂，二十年補本部屯田司，二十一年升刑部员外郎，本年升郎中，二十二年升贵州提学佥事，二十六年升江西參議，二十九年升本省副使，本年丁憂。

## 家族
曾祖父沈榮；祖父沈王喬（沈瑠）；父親沈佳；承嗣父崔俸。嗣母□氏；□氏；承前母張氏。